# فدراسیون فوتبال دستی ارمنستان
فدراسیون فوتبال دستی جمهوری ارمنستان (ارمنی: Հայաստանի սեղանի ֆուտբոլի ֆեդերացիա) که با نام فدراسیون فوتبال دستی ارمنستان نیز شناخته می‌شود، نهاد تنظیم‌کننده ورزش فوتبال دستی در ارمنستان می‌باشد که توسط کمیته المپیک ارمنستان اداره می‌شود و مقر آن در شهر ایروان واقع شده است.

## تاریخچه
این فدراسیون در ۱۶ ژوئیه ۲۰۱۹ میلادی تأسیس شد و ریاست فعلی آن را گور آوتیسیان برعهده دارد. این فدراسیون عضو کامل فدراسیون جهانی فوتبال دستی می‌باشد.   
ارمنستانی در مسابقات قهرمانی  در سطوح مختلف اروپایی و بین‌المللی از جمله در مسابقات قهرمانی جهانی و بازی‌های المپیک تابستانی شرکت می‌کنند.